# حمیرا ریاضی
حمیرا حسنی ریاضی (زادهٔ ۲۸ خرداد ۱۳۴۶) بازیگر ایرانی است. او تحصیلاتش در زمینهٔ کارگردانی از دانشکده سینما و تئاتر است. ریاضی همچنین فارغ‌التحصیل کارگردانی تئاتر از دانشکده هنرهای زیبا در سال ۱۳۷۴ است. فعالیت سینمایی او با بازی در فیلم ساز ستاره (۱۳۷۳، محرم زینال‌زاده) آغاز شد.

## زندگی هنری
حمیرا ریاضی بعد از ورود به دانشگاه تهران در سال ۱۳۶۹ فعالیت هنری خود در زمینه تئاتر را شروع کرد. در نمایشنامهٔ تراژدی اسفندیار و پس از آن نمایش مهرگیاه و لیرشاه و ایلیات، چندوچون به چاه رفتن چوپان، بهرام چوبینه و هانچو حضور یافت و در ادامه به کارهای تلویزیونی و سینمایی دعوت شد.
او با ایفای نقش لیلا در مجموعهٔ تلویزیونی پهلوانان نمی‌میرند (۱۳۷۶) به کارگردانی حسن فتحی که از شبکه دوم سیما روی آنتن رفت به شهرت رسید. او در مجموعهٔ وضعیت سفید (۱۳۹۰) به کارگردانی حمید نعمت‌الله نیز حضور یافت و در کنار افرادی همچون مونا احمدی، عباس غزالی، افسانه بایگان، ابوالفضل پورعرب، امیرحسین رستمی، سیما خضرآبادی، پوراندخت مهیمن، جواد هاشمی ایفای نقش کرد.

## زندگی شخصی
او در سال ۱۳۷۸ با علی اسیوند (بازیگر) ازدواج کرد. یک فرزند دختر ثمرهٔ ازدواج ریاضی و اسیوند است.

## مدارک تحصیلی
- فوق لیسانس کارگردانی از دانشکده سینما و تئاتر.
- فارغ‌التحصیل کارگردانی تئاتر از دانشکده هنرهای زیبا در سال ۱۳۷۴.[۳]

## آثار

### تئاتر
- اسفندیار
- مهرگیاه
- لیرشاه
- ایلیات
- چند و چون به چاه رفتن چوپان
- بهرام چوبینه
- هانچو

### مجموعه تلویزیونی
| سال  | مجموعه            | نقش | کارگردان                        | توضیحات                           |
| ---- | ----------------- | --- | ------------------------------- | --------------------------------- |
| ۱۳۹۹ | جلال ۲            |     | حسن نجفی                        | شبکه ۱–۲۶قسمت                     |
| ۱۳۹۸ | جلال              |     | حسن نجفی                        | شبکه ۱                            |
| ۱۳۹۶ | بوی باران         |     | محمود معظمی                     | شبکه ۱                            |
| ۱۳۹۰ | وضعیت سفید        |     | حمید نعمت‌الله                   | شبکه ۳                            |
| ۱۳۸۸ | کلانتر ۳          |     | محسن شاه محمدی                  | شبکه ۱ - بازی در اپیزود مرگ مشترک |
| ۱۳۸۶ | حلقه سبز          |     | ابراهیم حاتمی‌کیا                | شبکه ۳                            |
| ۱۳۸۴ | بچه‌های هور        |     | عبدالله باکیده                  | شبکه ۵                            |
| ۱۳۸۲ | طلسم‌شدگان         |     | داریوش فرهنگ                    | شبکه ۵                            |
| ۱۳۸۱ | باران عشق         |     | احمد امینی - فریدون حسن‌پور      | شبکه ۵                            |
| ۱۳۸۱ | نوعروس            |     | بیژن میرباقری                   | شبکه ۲ - پخش در ماه رمضان         |
| ۱۳۷۹ | دختران            |     | اصغر توسلی                      | شبکه ۵                            |
| ۱۳۷۸ | کاشانه            |     | قاسم جعفری                      | شبکه ۳                            |
| ۱۳۷۷ | عید آن سال‌ها      |     | سعید ابراهیمی‌فر                 | شبکه ۲                            |
| ۱۳۷۷ | روزگار جوانی      |     | شاپور قریب - اصغر توسلی         | شبکه ۵ - بازیگر مهمان             |
| ۱۳۷۶ | گل من گلی         |     | قاسم جعفری                      | شبکه ۵                            |
| ۱۳۷۶ | هفت‌سنگ            |     | عبدالرضا نواب‌صفوی               | شبکه ۲                            |
| ۱۳۷۶ | آژانس دوستی       |     | احمد رمضان‌زاده - محرم زینال‌زاده | شبکه ۱ - بازی در اپیزود بادبادک   |
| ۱۳۷۴ | پهلوانان نمی‌میرند |     | حسن فتحی                        | شبکه ۲ - پخش در سال ۱۳۷۶          |
| ۱۳۷۴ | بازی با مرگ       |     | حمید تمجیدی                     | شبکه ۲                            |
| ۱۳۷۱ | مزد ترس           |     | حمید تمجیدی                     | شبکه ۲                            |

### سینمایی
1. شرفناز[۵] (۱۳۹۳)
2. شیرین (۱۳۸۷)
3. نغمه (۱۳۸۰)
4. رنگ شب (۱۳۷۹)
5. زیر پوست شهر (۱۳۷۹)
6. مثلث آبی (۱۳۷۸)
7. هفت سنگ (۱۳۷۶)
8. (۱۳۷۴)
9. ساز ستاره (۱۳۷۳)